# Associazione Calcio Codogno 1942-1943
Questa voce raccoglie le informazioni riguardanti l'Associazione Calcio Codogno nelle competizioni ufficiali della stagione 1942-1943.

## Rosa
| N. |                   | Ruolo | Calciatore         |
| -- | ----------------- | ----- | ------------------ |
|    | Italia (bandiera) | C     | Angelo Arcari (II) |
|    | Italia (bandiera) | C     | R. Barbieri        |
|    | Italia (bandiera) | C     | Giuseppe Belloni   |
|    | Italia (bandiera) | P     | Otello Bertozzi    |
|    | Italia (bandiera) | D     | Antonio Cassoni    |
|    | Italia (bandiera) | D     | Battista Cavalli   |
|    | Italia (bandiera) | C     | Pietro Corrada     |
|    | Italia (bandiera) | A     | Domenico Cremonesi |
|    | Italia (bandiera) | P     | Brunello Crivelli  |

| N. |                   | Ruolo | Calciatore        |
| -- | ----------------- | ----- | ----------------- |
|    | Italia (bandiera) | A     | Osvaldo De Santis |
|    | Italia (bandiera) | A     | Francesco Fiorani |
|    | Italia (bandiera) | A     | Adriano Ganelli   |
|    | Italia (bandiera) | A     | G. Grazioli       |
|    | Italia (bandiera) | A     | P. Meneghetti     |
|    | Italia (bandiera) | A     | E. Mulazzi        |
|    | Italia (bandiera) | C     | Mario Parmigiani  |
|    | Italia (bandiera) | A     | Vittorio Sperati  |